# Kiefer O'Reilly
Kiefer O'Reilly, född 19 juni 2007 i Vancouver, är en kanadensisk skådespelare.
O'Reilly har bland annat medverkat i TV-serierna Home Before Dark och The Mighty Ducks: Game Changers. Han har även medverkat i filmen Mixtape.

## Filmografi (i urval)
- 2020–2021 – Home Before Dark (TV-serie)
- 2021 – Mixtape
- 2021 – The Mighty Ducks: Game Changers (TV-serie)